# 亀磯
亀磯（かめいそ）とは、徳島小松島港の沖合にある暗礁である。御甕や大神子海岸を含めた雪濱などの異称がある。

## 概要
もともと、亀磯は四国島と大神子海岸で接続した岬であり、その浜辺には「おかめ千軒」と称された大規模な集落があった。しかし、1361年の正平地震の津波または1586年の天正地震、あるいはそれらの組み合わせによって岬のほとんどは海中に没して先端のごく一部だけが岩礁となった。
残った岩礁も1854年の安政南海地震による沈降でほぼ完全に水没し、波食の影響もあって2015年現在では干潮の時でも4つの岩がわずかに海面から出るだけである(干出岩)。このため、安易に喫水の深い船で近づかないように灯標が建てられている(オ亀磯灯標)。
亀磯の岩礁は1810年に伊能忠敬により測量されており、『大日本沿海輿地全図』にも記載されている。また、国土地理院の地図は『沿岸海域土地条件図』では亀磯が海面下に描かれているが、『地理院地図』などでは2015年現在でも安政南海地震以前の大きさの島が地図に記載されている。